# Victor Staub
Victor Staub   (Lima, 16 d'octubre de 1872 - París, 4 de febrer de 1953) va ser un pianista i compositor francès.
Nascut a Lima, Perú, de pares franco-suïssos, Staub va mostrar una primera aptitud per al piano. Va estudiar al Conservatori de París amb Marmontel i Louis Diémer, obtenint el primer premi de piano el 1888.
Staub va competir al premi Anton Rubinstein a Berlín el 1895. Tant ell com Josef Lhévinne van interpretar la Sonata Hammerklavier op. 106 de Beethoven. A la primera ronda de votacions, Staub i Lhévinne van obtenir el mateix nombre de vots, però finalment va rebre el primer premi de 5.000 francs després d'una segona ronda de votacions.
Staub va ensenyar durant cinc anys al conservatori de Colònia. Va deixar Colònia el 1902 i va tornar a París.
Es va convertir en professor al Conservatori de París el 21 d'octubre de 1909, en successió d'Edouard Risler. Després de la mort d'Elie Delaborde el 1914, Gabriel Fauré va escollir Staub per sobre de Marguerite Long per dirigir la Classe Supérieure per a dones. Les dones de Staub van incloure Germaine Devèze, Madeleine Giraudeau, Jacqueline Pangnier (Robin), Hélène Pignari i Rita Savard. També va ensenyar a José Iturbi, Ernest Hoffzimmer i Raymond Trouard. Staub es va retirar del Conservatori el 15 de gener de 1941 i el va succeir Armand Ferté.
Victor Staub va gravar el vals de Chopin a Fa, op. 34, núm. 3; Ménéstrels de Debussy; i Des Abends de Schumann.
Va compondre nombroses peces per a piano, entre les quals destaquen "Sous bois" (1902) i "Boléro" (1924), així com el seu arranjament per piano de L'aprenent de bruixot de Paul Dukas. També va ser autor d'obres pedagògiques.

Raymond Trouard va recordar que:
| « | <Staub podia tocar com ningú. Un matí (havia entrat una mica aviat), el vaig veure arribar tranquil·lament, seure al teclat i interpretar, per si mateix, sense cap avís, els "Feux-Follets" de Liszt impecablement! Staub havia memoritzat els Etudes Transcendantes, l'op de Chopin. 10 i 25 Etudes, així com la majoria de les obres difícils del repertori. Només un grapat de pianistes podien presumir de poder fer el mateix> | » |

.

## Vida personal
Fill de Henri Staub (Zuric 1845 - París 1906) i Isabelle Merey (1847-1907), Victor Staub tenia tres germanes: Emma, Béatrice i Sylvie. Amb la seva primera esposa, Blanche Marie de Orelly (1882-1906), Victor Staub va tenir una filla, Diana Staub (n. 1905). Després es va casar amb Marie Marguerite Emilie Baneux (1882–1958) i va tenir una filla, Odette Blanche Staub (1908–2000). Odette era la mare de l'actor Jean Claudio.
Victor Staub vivia al número 27 del carrer Fourcroy, a París, on també impartia classes particulars per a "professionals, aficionats i nens". Va morir a París.